# Пронский, Даниил Дмитриевич
Даниил Дмитриевич Пронский (умер 1559) — князь из рода Рюриковичей, боярин и воевода, российский военный и государственный деятель на службе у московских князей Василия III и Ивана Грозного, сын Дмитрия Андреевича Пронского, племянник одного из лучших воевод Ивана III Василия Даниловича Холмского.

## Биография

### Служба у Василия III
В 1512 году как воевода был назначен «для посылок» в большой полк на реку Угру к князю Даниилу Васильевичу Щене.
В 1517 году был воеводой в одном из пограничных с Литвой городов.
В это время возникло дело о намерении князя Василия Ивановича Шемякина перейти на службу польскому королю.
Шемякин жаловался Пронскому на оговор со стороны родного и собирался ехать в Москву, оправдываться перед царём, но Пронский отговорил его ехать без разрешения и убедил ограничиться посылкой челобитной грамоты.
В 1519 году он полковой воевода в Дорогобуже, в 1524 — в Муроме.
В 1528 году он совместно с Петром Яковлевичем Захарьиным и Борисом Ивановичем Горбатым-Шуйским подписал поручительную грамоту за князей Андрея Михайловича и Ивана Михайловича Шуйских. В случае побега которых за рубеж, подписавшиеся должны были заплатить крупный штраф. На долю Пронского приходилось 100 рублей.
В 1529 году он был полковым воеводой в Калуге. В 1533 году он полковой воевода в Вязьме, откуда был послан с полком в Дорогобуж.

### Служба у Ивана Грозного
Во время литовских войн в 1535 и 1545 годов он был вторым воеводой большого полка.
В 1536—1537 годах — воевода на Угре.
В 1546 году — воевода большого полка в Коломне и на Кашире.
В 1546 году получил боярский чин.
В 1547 году на свадьбе Ивана Грозного с Анастасией Романовной Захарьиной говорил речи от имени брата царя, князя Юрия Васильевича, в том же году он второй воевода большого полка в Коломне.
В 1548 году участвовал в походе на Казань.
В 1550 был наместником и воеводой в Смоленске.

## Брак и дети
Имя первой жены Даниила неизвестно. Возможно что ей была неизвестная по имени княжна (предположительно дочь великого князя Московского Ивана III Великого, погребенная в усыпальнице под собором Покровского монастыря в Суздале вместе с другими знатными узницами-монахинями. Известно только её иноческое имя — Александра, она умерла 11 мая 1525 года. Дети:
- Пётр (ум. 1577), боярин и воевода удельного князя Владимира Андреевича Старицкого и царя Ивана Васильевича Грозного;
- Семён (ум. 1584), боярин и воевода в царствование царя Ивана Васильевича Грозного;
- Василий.

Вторая жена: Фотиния (ум. после 1559). Во второй половине XVI века во «Вкладных и кормовых книгах Борисоглебского монастыря», к которому был приписан девичий монастырь Живоначальной Троицы, находящийся неподалёку, сообщается о вкладе Ивана Грозного за насильственное пострижение в монастыре Живоначальной Троицы княгини Фотинии, вдовы князя Даниила Пронского. Дети:
- Андрей